# Hermes Ramírez
Hermes Juliàn Ramírez Limonta (ur. 7 stycznia 1948 w Guantánamo, zm. 4 września 2024 w Hawanie) – kubański lekkoatleta sprinter, medalista olimpijski z 1968 z Meksyku.
Ramírez swój pierwszy międzynarodowy sukces odniósł na mistrzostwach Ameryki Środkowej i Karaibów w 1967 w Xalapa-Enríquez, gdzie zwyciężył w biegach na 100 metrów i na 200 metrów. Na igrzyskach panamerykańskich w tym samym roku w Winnipeg zdobył srebrny medal w sztafecie 4 × 100 metrów oraz brązowy medal w biegu na 100 metrów.
Na igrzyskach olimpijskich w 1968 w Meksyku zdobył wraz z kolegami (Juan Morales, Pablo Montes i Enrique Figuerola) srebrny medal w sztafecie 4 × 100 metrów. W biegu na 100 metrów odpadł w półfinale. Ponownie zwyciężył w biegach na 100 metrów i na 200 metrów w mistrzostwach Ameryki Środkowej i Karaibów w 1969 w Hawanie. Na igrzyskach Ameryki Środkowej i Karaibów w 1970 w Panamie zwyciężył w sztafecie 4 × 100 metrów oraz zajął 2. miejsce w biegu na 100 metrów i 3. miejsce w biegu na 200 metrów. Ponownie zdobył srebrny medal w sztafecie 4 × 100 metrów na igrzyskach panamerykańskich w 1971 w Cali.
Na igrzyskach olimpijskich w 1972 w Monachium wystąpił tylko w sztafecie 4 × 100 metrów, która odpadła w półfinale. Wcześniej zwyciężył w biegu na 100 metrów na mistrzostwach Polski, które były rozegrane w międzynarodowej obsadzie. Na igrzyskach panamerykańskich w 1975 w Meksyku zdobył srebrny medal w sztafecie 4 × 100 metrów i brązowy medal w biegu na 100 m. Na igrzyskach olimpijskich w 1976 w Montrealu zajął 5. miejsce w sztafecie 4 × 100 metrów, a w biegu na 100 metrów odpadł w eliminacjach.
Wielokrotnie poprawiał rekord Kuby w sztafecie 4 × 100 metrów do wyniku 38,40 s, uzyskanego 20 października 1968 w Meksyku. Czterokrotnie (między 1968 a 1972) wyrównywał rekord swego kraju w biegu na 100 metrów czasem 10,0 s.